# Daykol Romero
Daykol Alejandro Romero Padilla (Quito, Ecuador; 7 de mayo de 2001) es un futbolista ecuatoriano. Juega de defensa y su equipo actual es Universidad Católica de la Serie A de Ecuador.

## Trayectoria
Inició en las divisiones inferiores de Liga Deportiva Universitaria, comenzó a jugar en las categorías sub-12, sub-14, sub-16, sub-18 y reserva. En noviembre de 2020 fue ascendido al plantel principal para entrenar con el grupo y fue convocado para el partido contra el Centro Deportivo Olmedo. Previamente en ese año fue cedido al Chacaritas de la Serie B por pedido del técnico Franklin Salas, aquí tuvo su debut en el fútbol profesional ecuatoriano contra Fuerza Amarilla el 3 de octubre de 2020, fue empate 0-0; continuó cedido en el club de Pelileo hasta marzo de 2021.
Jugó por primera vez en primel plantel de Liga el 2 de agosto de 2021 en el victoria 4-0 ante Olmedo, entró al cambio por Matías Zunino a los 85 minutos, aquel momento dirigía al club Pablo Marini, este fue su debut en Serie A. La siguiente temporada continuó en el club y jugó 10 partidos en el torneo local, dio una asistencia en el partido contra Independiente del Valle que terminó empatado 2-2. A mediados de 2024 dejó el club tras firmar su finiquito con la institución.
En julio de 2024 fichó por seis meses con Universidad Católica de la Serie A de Ecuador.

## Selección nacional

### Selecciones nacionales juveniles
Ha sido convocado a varios microciclos con la selección nacional sub-20, también jugó dos partidos amistosos contra Colombia en diciembre de 2020.

## Estadísticas

### Clubes
Actualizado al último partido disputado el 16 de agosto de 2025.
| Club                                   | Div.          | Temporada     | Liga  | Liga  | Copas nacionales | Copas nacionales | Copas internacionales | Copas internacionales | Total | Total | Total  |
| Club                                   | Div.          | Temporada     | Part. | Goles | Part.            | Goles            | Part.                 | Goles                 | Part. | Goles | Asist. |
| -------------------------------------- | ------------- | ------------- | ----- | ----- | ---------------- | ---------------- | --------------------- | --------------------- | ----- | ----- | ------ |
| Chacaritas · Ecuador                   | 2.ª           | 2020          | 8     | 0     | —                | —                | —                     | —                     | 8     | 0     | 0      |
| Chacaritas · Ecuador                   | 2.ª           | 2021          | 3     | 0     | —                | —                | —                     | —                     | 3     | 0     | 0      |
| Chacaritas · Ecuador                   | Total club    | Total club    | 11    | 0     | 0                | 0                | 0                     | 0                     | 11    | 0     | 0      |
| Liga Deportiva Universitaria · Ecuador | 1.ª           | 2020          | 0     | 0     | 0                | 0                | 0                     | 0                     | 0     | 0     | 0      |
| Liga Deportiva Universitaria · Ecuador | 1.ª           | 2021          | 6     | 0     | 0                | 0                | 0                     | 0                     | 6     | 0     | 0      |
| Liga Deportiva Universitaria · Ecuador | 1.ª           | 2022          | 10    | 0     | 0                | 0                | 0                     | 0                     | 10    | 0     | 1      |
| Liga Deportiva Universitaria · Ecuador | 1.ª           | 2023          | 15    | 0     | 0                | 0                | 2                     | 0                     | 17    | 0     | 1      |
| Liga Deportiva Universitaria · Ecuador | 1.ª           | 2024          | 7     | 0     | 0                | 0                | 2                     | 0                     | 9     | 0     | 0      |
| Liga Deportiva Universitaria · Ecuador | Total club    | Total club    | 38    | 0     | 0                | 0                | 4                     | 0                     | 42    | 0     | 2      |
| Universidad Católica · Ecuador         | 1.ª           | 2024          | 11    | 0     | 1                | 0                | 1                     | 0                     | 13    | 0     | 1      |
| Universidad Católica · Ecuador         | 1.ª           | 2025          | 20    | 0     | 0                | 0                | 8                     | 0                     | 28    | 0     | 7      |
| Universidad Católica · Ecuador         | Total club    | Total club    | 31    | 0     | 1                | 0                | 9                     | 0                     | 41    | 0     | 8      |
| Total carrera                          | Total carrera | Total carrera | 80    | 0     | 1                | 0                | 13                    | 0                     | 94    | 0     | 10     |
| 1. 2.                                  |               |               |       |       |                  |                  |                       |                       |       |       |        |

## Palmarés

### Campeonatos nacionales
| Título               | Club                         | Año  |
| -------------------- | ---------------------------- | ---- |
| Supercopa de Ecuador | Liga Deportiva Universitaria | 2021 |
| Serie A de Ecuador   | Liga Deportiva Universitaria | 2023 |

### Campeonatos internacionales
| Título            | Club                         | Año  |
| ----------------- | ---------------------------- | ---- |
| Copa Sudamericana | Liga Deportiva Universitaria | 2023 |